# Metonymie

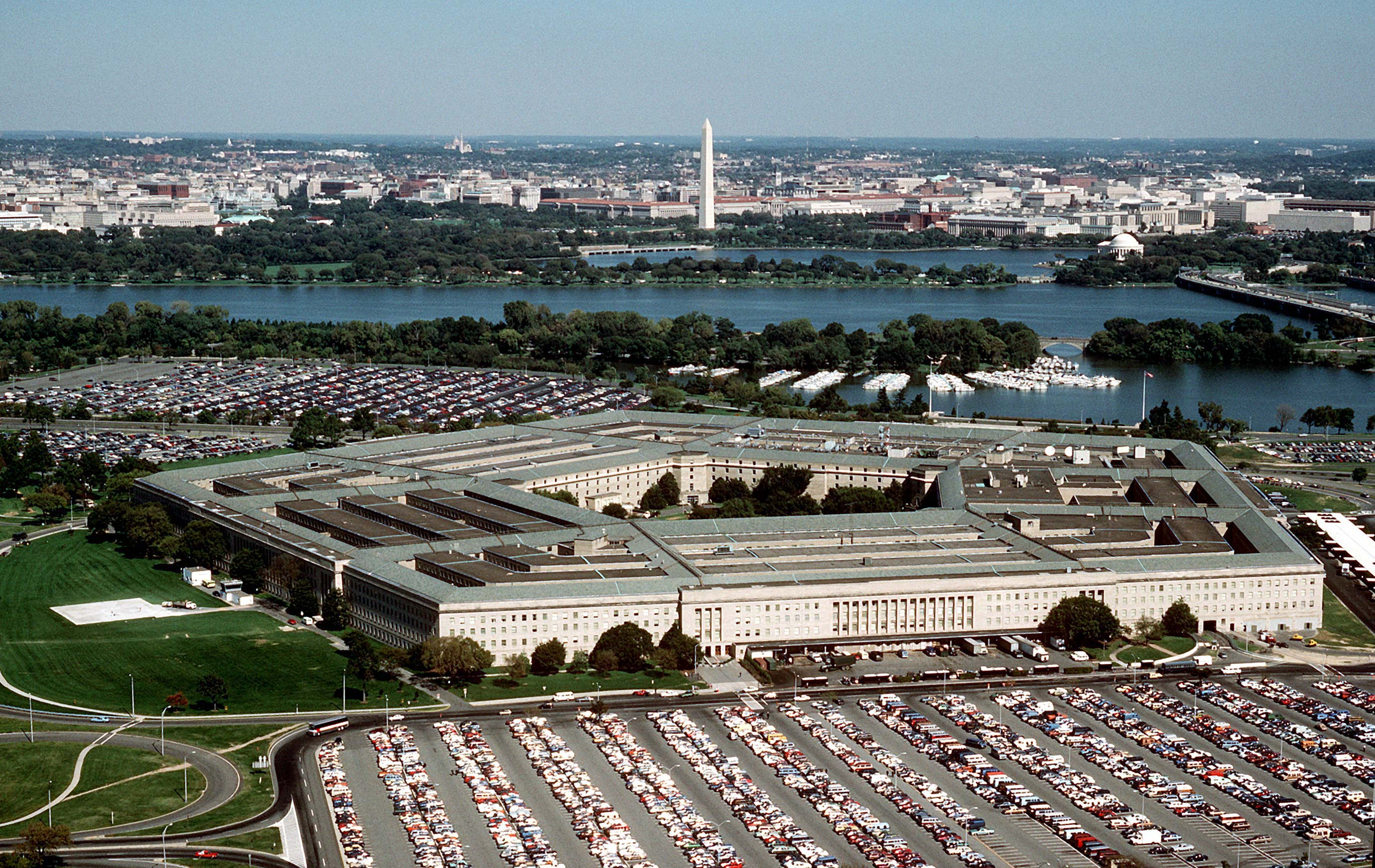
Pentagon: sídlo Ministerstva obrany USA jako příklad metonymie (termín Pentagon je používán spíše jako označení ministerstva než samotné budovy)

Metonymie (řecky μετωνυμία, metónymia; latinsky denominatio – doslova „přejmenování“, resp. „odvozené pojmenování“) spočívá v přenosu označení na jiný objekt na základě jiné souvislosti než podobnosti označovaných objektů (denotátů). Přenesení na základě vnější podobnosti se nazývá metafora. Přenos významu z části na celek nebo z celku na část téhož objektu se nazývá synekdocha, metonymii se typově podobá (někdy se pokládá za její zvláštní případ).
Tyto přenosy mohou být jak projevem postupného vývoje jazyka (metonymie uzuální), tak jeho tvůrčího použití jednotlivcem (literátem, tvůrcem reklamy, v běžném hovoru apod. – tzv. metonymie aktuální). Po přenosu může mít slovo trvale původní i nový význam nebo může původní význam ztratit, takže jde o posun významu.

## Typy metonymie

### Strukturní metonymie
Jako strukturní metonymie se nazývá například přenos pojmenování, při němž si zachovává i původní význam. Může jít například o přenos z abstraktního pojmu (děj, stav, vlastnost) na věc nebo osobu, z věci nebo osoby na abstraktní pojem nebo mezi dvěma abstraktními pojmy různého druhu.
Příklady typů metonymie:
- děj → vykonavatel (stráž – střežení, kontrola – kontrolování)
- děj → nástroj děje (učení jako hromada učebnic, krmení jako krmivo)
- děj → místo děje (práce, učení jako učiliště, zatáčka, vjezd)
- činnost (povolání) → místo jeho výkonu (vazačství, řeznictví, lékárnictví)
- děj → výsledek děje (diplomová práce, požehnání)
- vlastnost → její projev (bohatství, pozornost jako dárek, milost jako být milý konkrétním činem)
- činnost → funkce nebo status cestující, pracující, rodič
- děj → konkrétní způsob jeho provedení (volby jako procedura s hlasovacími lístky, vzdělávání jako školní výuka, milost jako právní akt vládce)
- nádoba → obsah (snědl celý talíř, dám si ještě sklenici, ovocný pohár)
- místo → obyvatelé nebo přítomní (země truchlí, stadion jásá)
- místo → orgán moci (Německo kapitulovalo, Praha to neschválila, rozkaz z Moskvy, Bílý dům vydal prohlášení)
- vědecký obor → předmět jeho zájmu (tento výrobek škodí ekologii, toto slovo má zajímavou etymologii)
- symboly (bojovat za kalich – za myšlenku husitství, s tebou je kříž – trápení, spořit s liškou – s bankou používající logo lišky, tučňák – operační systém Linux, věrnost vlajce)

### Kontextová metonymie
Jako kontextová metonymie se označuje přenos vlastního jména na konkrétní soubor díla nebo konkrétní událost. Pokud metonymie nepokročí až k úplné apelativizaci (zobecnění na další díla nebo události podobného druhu), píše se v metonymickém významu stále velké písmeno jako u vlastního jména.
- autor → dílo (číst Hemingwaye, poslouchat Mozarta, zpívat Kryla)
- zeměpisné jméno → událost (v případě událostí, které se staly symbolem: Bílá hora ve smyslu Bitva na Bílé hoře, doba pobělohorská, Sarajevo ve smyslu atentát v Sarajevu na knížete Ferdinanda před první světovou válkou)[pozn. 1]
- datum → událost (černý pátek na burze, jedenácté září světové diplomacie – únik amerických kabelogramů, zveřejněných na WikiLeaks)
- národnost → vlastnost (podle nátury lidí z určité země nebo spíše předsudku o ní: na půjčky on je Žid – počítá každou korunu, opili se jak Dánové, mají doma Itálii – manželství partnerů temperamentních nátur, charakteristické častými hádkami a změnami nálad)

### Metonymická apelativizace
Etymologická metonymie je jiný název pro metonymickou apelativizaci (zobecnění), tedy přenesení vlastních jmen na obecné označení osob a věcí. Tato označení se píší s malými písmeny, i když pocházejí z vlastního jména. Apelativizace má povahu buď metafory, nebo metonymie.
- Místní vlastní jména → věci, které z těch míst pocházejí (damašek, manšestr, segedín, kašmír, koňak, rokfór, tokaj, eidam, doutník havana)
- Jméno → fyzikální jednotka (ampér, joule, volt)
- Jméno → předmět, stav nebo úkon s nositelem související (rentgen, brajgl, nikotin, trojitý salchow, dvojitý axel, trojitý rittberger )

## Metaforické apelativizace
- Přenosy Jméno → funkce: (císař podle Caesar, král podle Karel) nejsou čistě metonymiemi, ale mají spíš povahu metafory (označují osoby podobné Karlovi a Caesarovi).
- Apelativizace typu donchuan, mirek dušín, casanova, jidáš jako označení osob s podobnými vlastnostmi jako původní nositel jména jsou metaforami, nikoliv metonymiemi.

## Metonymie ve filmu
Jako metonymie se též označuje jeden z výrazových prostředků filmu. V tomto případě nejde o vznik nebo formování slov, ale konkrétní stylistický prvek, který má film k dispozici. Metonymie může „odlehčit“ příliš drastické, pornografické, morbidní nebo jinak explicitní momenty právě tím, že střed dění přenese na jiný objekt na základě souvislosti, stejně jako tomu je u metonymie v jazykovědě. Příklad: Doktorka operuje, ale místo ní vidíme sestřičku s miskou, do které odkládá zkrvavené nástroje.